# Motylica olbrzymia
Motylica olbrzymia (Fasciola gigantica) – gatunek pasożytniczej przywry digenicznej (Digenea), pod wieloma względami podobny do motylicy wątrobowej (F. hepatica). Do zidentyfikowania i rozróżnienia infekcji potrzebne są specjalistyczne metody molekularne.
Wywołuje chorobę zwaną fascjolozą. Szacuje się, że stopień zarażenia w niektórych krajach wynosi około 80–100%, szczególnie w tropikalnych obszarach Azji Południowej, Azji Południowo-Wschodniej i Afryce. Zakażenia są najczęstsze w regionach o intensywnej hodowli owiec i bydła. W Egipcie gatunek ten był znany już w czasach faraonów.

## Cykl życiowy
Podobnie jak u innych przywr, żywicielem pośrednim są mięczaki, głównie gatunki ślimaków słodkowodnych z rodziny błotniarkowatych.
Zakażenie człowieka następuje, gdy metacerkaria zostaną zjedzone wraz z surową roślinnością. Przechodzą przez ścianę jelita cienkiego do jamy otrzewnej, gdzie dojrzewają w kanałach żółciowych wątroby. Jaja są wydalene w kale.
Do leczenia fasciolozy wykorzystuje się triklabendazol.